# Medzibrogy
Medzibrogy (szlovákul Medzibrodie nad Oravou) község Szlovákiában, a Zsolnai kerületben, az Alsókubini járásban.

## Fekvése
Alsókubintól 4 km-re északkeletre, az Árva bal partján fekszik.

## Nevének eredete
Neve a szláv medzibrod (= gázlók köze) kifejezésből származik.

## Története
A község területén már a hallstatti kultúra emberének állt tekepülése, melynek temetőjét 1982-ben tárták fel.
A mai települést 1408-ban említik először mint az árvai vár tartozékát. A falu eredetileg a folyó jobb partján feküdt, ahonnan az 1813-as nagy árvíz után települt mai helyére. 1420-ban „Medzbrode”, 1474-ben „Medzibrogy” néven említik. Az 1547. évi adóösszeírásban „Meczybrogh” alakban szerepel. Nyolc vlach pásztor és három zsellércsalád lakta. Kiváltságaikat I. Ferdinánd király is megerősítette. 1624-ben 110 lakosa volt, a század végére azonban a kuruc háborúk miatt elpusztult. A 18. század első évtizedében újratelepítették. Az Árván komp működött itt, a lakosok faúsztatással, kőfejtéssel, kőfaragással, földműveléssel és állattartással foglalkoztak. 1715-ben, 1785-ben 454 lakosa volt.
A 18. század végén Vályi András így ír róla: „MEDZIBROD. Tót falu Árva Várm. földes Urai több Uraságok, fekszik Knyazának szomszédságában, és annak filiája, határja jó.”
1813-ban a nagy árvíz következtében a falu elpusztult. Lakói ezután települtek át a folyó bal partjára. 1828-ban 87 házában 720 lakosa volt. 1827-ben tűzvész pusztította.
Fényes Elek 1851-ben kiadott geográfiai szótárában így ír a faluról: „Medzibrogy, tót falu, Árva vármegyében, Árva bal partján: 715 kath., 1 evang., 4 zsidó lak. Sessioja 19. Kőbánya. Lakosai rozsot, lent termesztenek, s szálhajókat készitenek. F. u. az árvai uradalom.”
A 20. század elején nevét Árvarévre magyarosították, de ez nem bizonyult maradandónak. A trianoni diktátumig Árva vármegye Alsókubini járásához tartozott.
Siroka nevű határrészén az 1960-as években kohászati üzem épült.

## Népessége
| Év:            | 1994. | 2004.   | 2014.    | 2024.    |
| -------------- | ----- | ------- | -------- | -------- |
| Emberek száma: | 416   | 438     | 503      | 626      |
| Eltérés:       |       | +5,28 % | +14,84 % | +24,45 % |

| Év:            | 2023. | 2024.   |
| -------------- | ----- | ------- |
| Emberek száma: | 610   | 626     |
| Eltérés:       |       | +2,62 % |

1910-ben 342, túlnyomórészt szlovák anyanyelvű lakosa volt.
2001-ben 429 lakosából 425 szlovák volt.
2011-ben 475 lakosából 469 szlovák volt.

## Híres személyek
- Itt született 1886-ban Zostyák András Léva polgármestere, járási elöljáró, helyettes zsupán.

## Nevezetességei
- Szűz Mária tiszteletére szentelt római katolikus templomát 1993. augusztus 15-én szentelték fel. Alapkövét II. János Pál pápa 1980. április 22-én áldotta meg pozsonyi látogatásakor.
- Szent Fülöp és Jakab apostoloknak szentelt kápolna.
- A Hétfájdalmú Szűzanya tiszteletére szentelt kápolna.

## Külső hivatkozások
- Hivatalos oldal
- A község az Árvai régió honlapján
- Községinfó
- Medzibrogy Szlovákia térképén
- E-obce.sk Archiválva 2016. november 20-i dátummal a Wayback Machine-ben